# Замок Панах Али-хана
Замок Панах Али-хана (азерб. Pənahəli xanın qəsri) или Дворец Панах Али-хана (азерб. Pənahəli xanın sarayı) — один из двух сохранившихся до наших дней шушинских замков (второй — замок Кара Беюк-ханым).
Распоряжением Кабинета министров Азербайджанской Республики от 2 августа 2001 года замок взят под охрану государства как архитектурный памятник национального значения (инв № 338).

## Описание и история строительства
Во время строительства Шушинской крепости, одновременно с возведением крепостных стен на севере Шушинского плато, в городе сооружались замки Панах Али-хана и его сторонников. Эти замки строились на естественных препятствиях в восточной части плато — на холмах и краю отвесных скал. Замки в Шуше были построены под влиянием Шахбулагского замка — здесь тоже имелись оборонительные стены, по углам которых располагались трёхчетвёртные башни. Замок Панах Али-хана расположен у края обрыва, над глубоким оврагом в юго-восточной части крепости. Главный вход замка обращён на север. Вход в замок, как и в Шахбулагской крепости, защищён от прямого подхода выдвинутой наружу призматической надвратной башней с Г-образным проходом. Верхняя часть стен замка Панах Али-хана не сохранилась, поэтому неизвестно являлась ли надвратная башня двухэтажной, как в замках Шахбулаг и Кара Бёюк-ханым.